# Diagoras Rhodos
Diagoras Rhodos (griech. Π.Α.Ε. Διαγόρας) oder Diagoras F.C. ist ein griechischer Fußballverein aus Rhodos, Griechenland. Er wurde 1905 gegründet und nach dem auf der Insel berühmten antiken Sportler Diagoras benannt.

## Geschichte
In den ersten Jahren nach der Gründung, konnten aufgrund der Balkankriege zuerst keine Spiele veranstaltet werden. Der Verein spielte nicht gegen griechische Teams, bis der Dodekanes 1947 von Italien an Griechenland abgetreten wurde.
In den Spielzeiten 1986–1989 spielte der Klub in der Alpha Ethniki (mittlerweile Super League), ist momentan jedoch in der zweitklassigen Super League 2 vertreten.
1987 erreichte der Verein das Halbfinale des griechischen Pokalwettbewerbs schied ab gegen den OFI Kreta aus.

## Ligenzugehörigkeit
- Super League (3): 1986–1989
- Super League 2 (21): 1962–1968, 1974–1975, 1980–1986, 1989–1992, 2008–2012, 2020–heute
- Football League (9): 1978–1980, 1992–1993, 2005–2008, 2017–2020
- Gamma Ethniki (5): 1993–1994, 2002–2005, 2012–2013

## Trainer
- Todor Veselinović (1986–1987)
- Erich Hof (1987)
- Christos Archontidis (1987–1989)
- Walter Skocik (2005–2006)
- Dimitrios Kalaitzidis (2006)
- Daniel Batista Lima (2006–2007)
- Pavlos Dermitzakis (2007–2009)
- Georgios Firos (2009–2010)
- Soulis Papadopoulos (2010, 2019)
- Petros Routzieris (2010–2011, 2018–2019, 2019–2020)
- Ratko Dostanic (2011)
- Dimitrios Magafinis (2012)
- Miodrag Cirkovic (2012)
- Nikolaos Pantelis (2017–2018)
- Theodosis Theodosiadis (2020– )